# Yisha'ayahu Schwager
Yisha'ayahu Schwager (10 de fevereiro de 1946 – 31 de agosto de 2000) foi um futebolista judeu polonês que defendeu a Seleção Israelense. 

## Carreira
Participou da Copa de 1970. Na última rodada da primeira fase, Israel necessitava vencer a poderosa Itália para classificar-se, e o zagueiro fez bem o seu papel ao anular o atacante adversário Luigi Riva. Entretanto, a partida terminou empatada sem gols e a equipe israelense acabou eliminada. Participou também das Olimpíadas do Japão, em 1968. Em toda a sua carreira, entre 1962 e 1976, o único clube que defendeu foi o Maccabi Haifa (chegou a fazer parte do Hapoel Haifa, o outro time da cidade, mas não chegou a jogar por lá).
Nascido Jeszaja Schwager, foi o primeiro dos jogadores israelenses daquele que é até hoje o único mundial disputado pelo país a falecer, em 2000, de ataque cardíaco.